# Plagiochila rubescens
Plagiochila rubescens là một loài rêu tản trong họ Plagiochilaceae. Loài này được (Lehm. & Lindenb.) Lindenb. miêu tả khoa học lần đầu tiên năm 1840.